# Коньсько (Войник)
Коньсько (словен. Konjsko) — поселення в общині Войник, Савинський регіон, Словенія. 
Висота над рівнем моря: 334 м.